# Paralía Vérgas
Paralía Vérgas (Agriliá, Paralia Vergas) är en ort i Grekland.   Den ligger i prefekturen Messenien och regionen Peloponnesos, i den södra delen av landet, 180 km sydväst om huvudstaden Aten. Paralía Vérgas ligger 26 meter över havet och antalet invånare är 1 966.
Terrängen runt Paralía Vérgas är varierad. Havet är nära Paralía Vérgas åt sydväst. Runt Paralía Vérgas är det glesbefolkat, med 15 invånare per kvadratkilometer. Närmaste större samhälle är Kalamata, 5,3 km nordväst om Paralía Vérgas. 